# クリストファー・T・ハンジカー

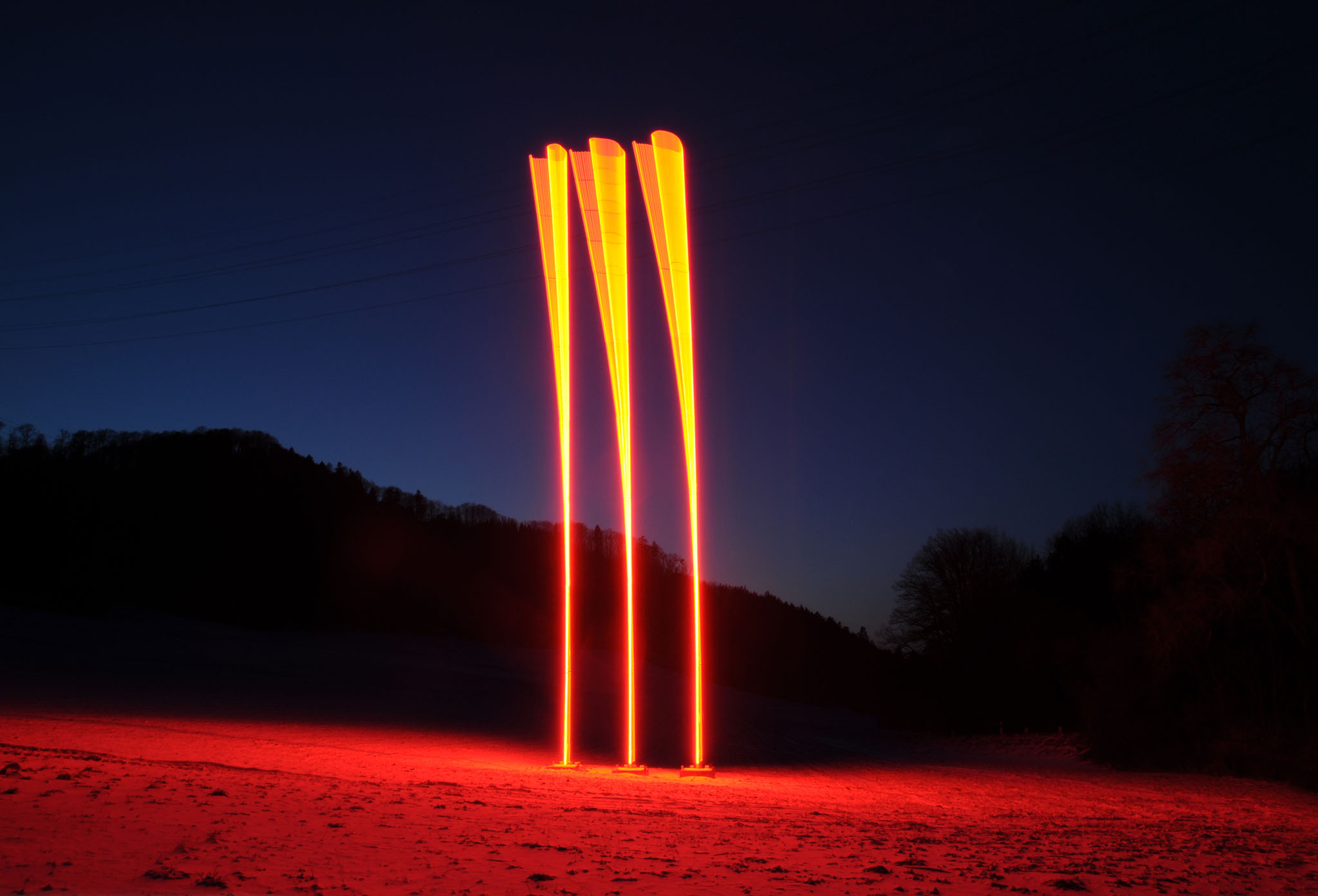
風景の中の赤い線、2010年1月、ネオン、3×25 m

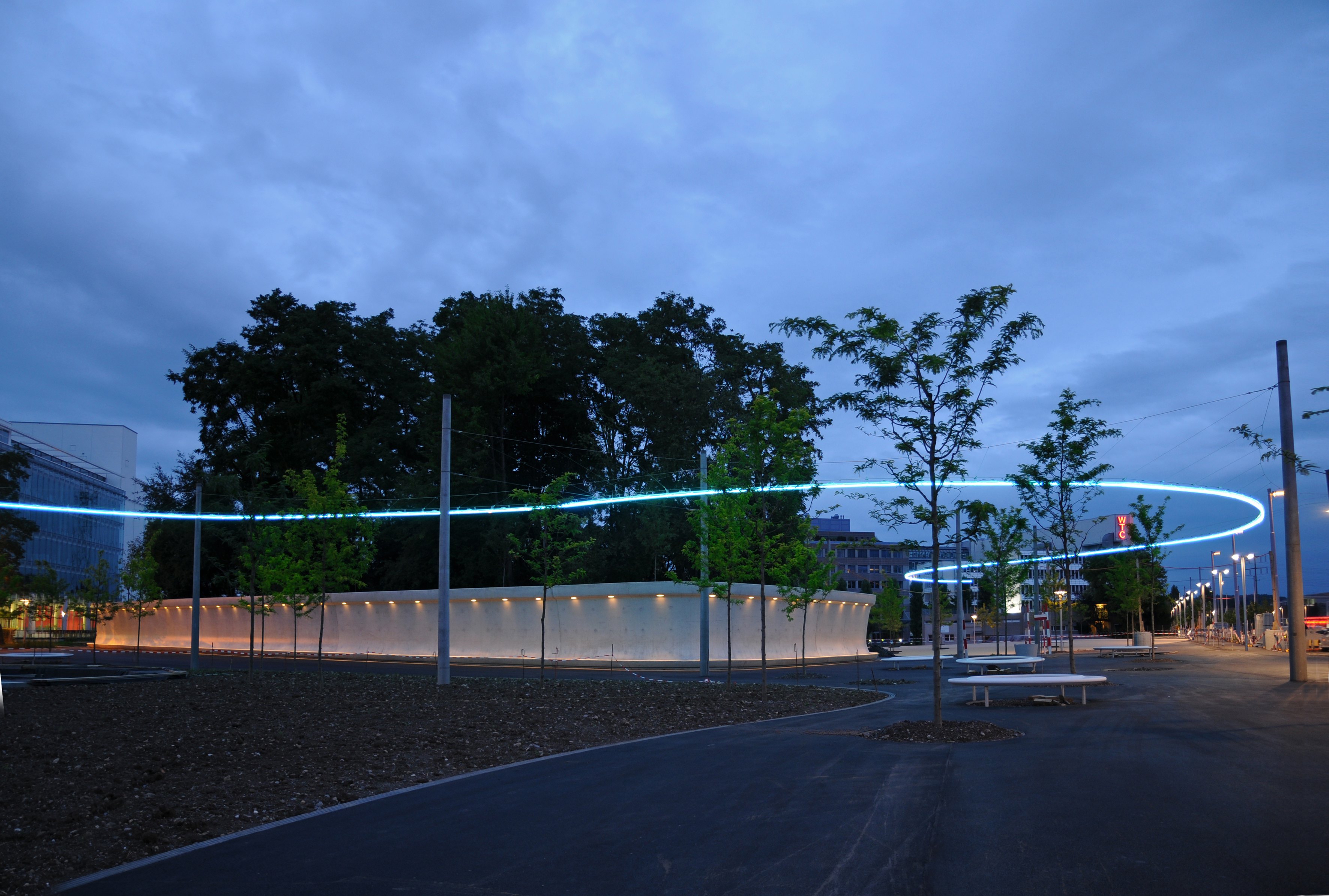
青い光るロイツシェンリヒトは、2008年の古いシューティングヒルの植木鉢に巻き付いている

クリストファー・T・ハンジカー （Christopher T. Hunziker 1956年 9月3日 - 、ジョージア州アトランタ生まれ）は、スイスのアーティスト。公共空間のアートと建築のアートに加えて、大規模な空間と光のインスタレーション、およびランドスケープアーキテクチュアと都市空間のデザインは作品の一部である。

## 展示会（セレクション）
- Werkraum Bregenzerwald、Wood Loop、Gewerbemuseum Winterthur、Greutmann Bolzern、Annette Douglas、Gramazio Kohler、Fries＆Zumbühl、Beat Zoderer、Bregenzerwald、Andelsbuch、2014
- Kunstmuseum Olten、光の影として、現代の芸術における光の位置。キュレーター：Dorothee Messmer、2012
- Wood Loop、Gewerbemuseum Winterthur、Atelier DUKTA、Greutmann Bolzern、Annette Douglas、Atelier Oi、Gramazio Kohler、Beat Zoderer、City of Winterthur、2012
- ヴィンタートゥール市、大規模な彫刻グロスカオスラインを購入、プレイスシアターヴィンタートゥール、2012
- 5.スイス。彫刻のトリエンナーレ、バート・ラガッツ、カオス・ライン、インシュラー、2012
- ヴィンタートゥール市庁舎、スペースの大きなチャマー作品、Inshallah-神が望んでいる... ' Kunst am Bau、2011
- 第3回国際ライトデイズヴィンタートゥール、都市景観の赤い線、2010
- 風景の中の赤い線、彫刻シンポジウムヴィンタートゥール、2009年、2010年冬
- Licht、ウィンタワーの都市照明インスタレーション、旧Sulzerhochhaus Winterthur、International Light Days Winterthur 2004
- シェラー地下道、ウェツィコン市、2002
- シャペル、スイス大使館の後援の下、屋外設置、Pro Helvetiaの支援、1994
- «シャペル»映画ATVRプロダクションパリは、1994年12月21日にセンターカルチャースイスで初演された。
- L 'éspacebeginderrièrelessourçille、センター・ダル・エッセー、ルセルネール（中央文化）、パリ、1994
- Places of Dispersion II、個展、3つのインスタレーション、Kunsthaus Glarus、1992
- 分散の場所I、クンストハレ・ヴィンタートゥール、1990
- 大きなチャマーの空間、展覧会グロス・ギマート、フォーラム・ジュンゲ・クンスト、チャム、1989

## 建築とパブリックアートの芸術
- クンストアムバウの招待研究契約、交換棟Triemli 1、Baugenossenschaft RotachZürich、2016
- 2016年ミュンヘンのRealgreen Landschaftsarchitektenとともに、パブリックアートと空間デザインの招待研究委員会、ミュンヘン市の「 バウハウスプラッツアムドマグパーク、シュヴァービング」、2016年
- デュエル、クンストアムバウコンペティション、一等賞、Sportzentrum Rennweg BBW、Baudirektion des KantonsZürich、建築：Hopf + Wirth Architekten、2015
- マスタープランバーンホフヴィンタートゥール招待市、ヴィンタートゥール市
- Big Chaos Lines、ヴィンタートゥール市のアート購入：ヴィンタートゥール劇場、2012
- イオン、クンストアムバウ、コンペティション1位、シュルテスパーク、チューリッヒホッティンゲン、2009年
- Leutschenlicht、都市インスタレーション、パブリックアート、Leutschenpark、Seebach、チューリッヒ、Westiform AG、Kummler + Matter、Schnetzer Puskas Ing。、2008年。
- Bioquant、クンストアムバウ、コンペティション、一等賞、ハイデルベルク大学、バーデン＝ヴュルテンベルク州、建築： Volker Staab、Staab Architects、ベルリン、Westiform AGスイス、2007年。
- 調査課題アーバンデザインゴッサウ（SG）、ベアテエックハルト、2007年
- 青いガラスの梁、選挙公園、都市インスタレーション、パブリックアート、Wahlenpark Zurich、都市チューリッヒ、緑の都市チューリッヒ、Moser Ing。AG、2005年。
- 調査の割り当てGossau 2020、StephanMäderおよびStefan Kurath、2003
- アーバン・フリーダム・ロイツシェンバッハ第1位自由設計のための国際コンペティション、Dipol LA、バーゼル、ミュラー・シグリスト、建築家、チューリッヒ、2003年
- Wahlenpark双極子ランドスケープアーキテクト、2002と共同でオープンスペース設計のためのチューリッヒ、最優秀賞国際コンクール、
- シェラー地下道、ウェッツィコン市エントランス、都市空間インスタレーション、パブリックアート、ウェッツィコン市、TBF + Partner Ing。AG、チューリッヒ、2002、Walser Zumbrunn Architekten、ヴィンタートゥール

## 賞
- チューリッヒ工科大学建築学部からのフリードリヒ旅行交付金1983
- アールガウ州の評議員会からの貢献1988
- チューリッヒ州の芸術奨学金1989
- アールガウ州の美術に対する貢献1992
- CitéInternationale des Arts Paris、1992年、アールガウ州のゲストスタジオ
- カール・ハインリッヒ・エルンスト芸術賞、ヴィンタートゥール1998

## 出版物（選）
- イスラム初期のイメージと絵画の構造：アンダルシアへの旅1986：旅行記  ：リフレクション/エッセイ+イラスト：イスラムのイメージ、私たちと現代、アンダルシアと以前のイスラム、場所：ETHチューリッヒ、バビブリオテーク、署名：A（x I）207
- Christopher T. Hunziker：分散の場所-場所の無関心。クンストハレヴィンタートゥール、1990
- Places of Dispersion II、ビデオカタログ、クンストハウスグラールス、2001年。
- 現代のスイス建築に関する文書、ハンス・ルージンガー、アネット・シンドラー、GTA出版社ETHZ、ISBN 3-85676-051-2
- 図面、St。Gallian Scientific Society Volume 88のレポート。「ムーア」、ISBN 3-9520833-4-8
- オーダーメイド、消防署本館ヴィンタートゥール、ヴァーク、バウエン+ヴォーネン、パトリックホーニグ、No。04、2001
- ARArium、水について考える場所、RE-Source Award Entry、ウェツィコン市/スイス、2002年
- 都市のコンセプト、ZentrumZürichNord、Wahlenpark、Topos No. 38、2002
- 戦略としてのチームワーク、ラジオDRS II、反射神経、カリンサルムとのインタビュー、2002年
- 建物のアート、エイジセンターノイマルクト、ピーターシュツッツの建物とプロジェクト、モノグラフスイスの建築家と建築家、Niggli出版社、ISBN 3-7212-0484-0
- チューリッヒの都市景観建築、庭+景観No. 11、2004年11月
- ヴィンタートゥールの公共空間のアート、ヴィンタートゥール市のガイド、2004、ISBN 3-9522599-2-6
- Blue Glass Bar、Dimension、Holcim Schweiz AGマガジン、2005年6月No. 1
- 建築ガイドチューリッヒ1990-2005：エリコンの青い座席バーとワーレンパーク。 Leutschenlicht and Leutschenpark、Zurich Seebach、Publisher Hochparterre、2004、ISBN 3-909928-02-1
- 都市の作り方：ノイエリコン、ワーレンパーク、景観建築とパブリックアート、特別補遺Hochparterre Nr。6/7、2005
- チューリッヒ-新しいランドスケープアーキテクチャの仲間。クラウディア・モール、ミュンヘン：Callwey Verlag、2006、ISBN 978-3-7667-1680-4
- ハイデルベルク大学、財務省、バーデン・ヴュルテンベルク州、2007年
- 特にスイスの景観建築、Wahlenpark Zurich、青いガラスの梁、2007年、ArchitekturforumZürich
- 学際的な協力によるイノベーション、事例研究：Light Installation Bioquant、イノベーション管理、No。2、2007
- 分野間、展示、SIAセクションチューリッヒ、2007年
- 景観と芸術、Anthos No. 01/09、スイス景観アーキテクト協会BSLA、ISBN 978-3-905656-44-2、ISSN 0003-5424
- Lichtkunst-クリストファー・T・ハンジカーの出版物、出版社Hochparterre、特別版、付録No. 2009年8月
- Bioquant、ハイデルベルク大学、（編）財務省バーデン・ヴュルテンベルク州、2007
- Lumiére、AMC、Le Moniteur Architecture、Hors Series、フランス、189 ISBN 978-2-281-19428-9
- Actualité-Parca Zurich、AMC、Le Moniteur Architecture、no。 189、フランス、ISSN 0998-4194
- アートオンキャンパス-1945年以降のハイデルベルク大学のアート、クリストムトプレーガー（編）アテナエウム、文化科学財団、アカデミシェベルラーゲスゲルシャフトハイデルベルク、2011年、ISBN 978-3-89838-658-6
- バートラガッツとファドゥーツで開催された第5回スイス彫刻展、展覧会カタログ、2012年
- 会議の成長-Office for Urban Development Winterthur 2007〜2012、CTHは都市マスタービルダーのMichael Hauserとの話し合い（ed。）Office for Urban Design Winterthur、2012
- ウッドループ-曲げと破壊、Gewerbemuseum Winterthur、展示カタログ、出版社Hochparterre、2012
- スペースパースペクティブカラー、コンセプトドローイングおよびデザインスタジアムLandschaftsarchitektur、HSR応用科学大学Rapperswil、Dedalo Verlag 2014、ISBN 978-3-9524558-0-7

## 画廊

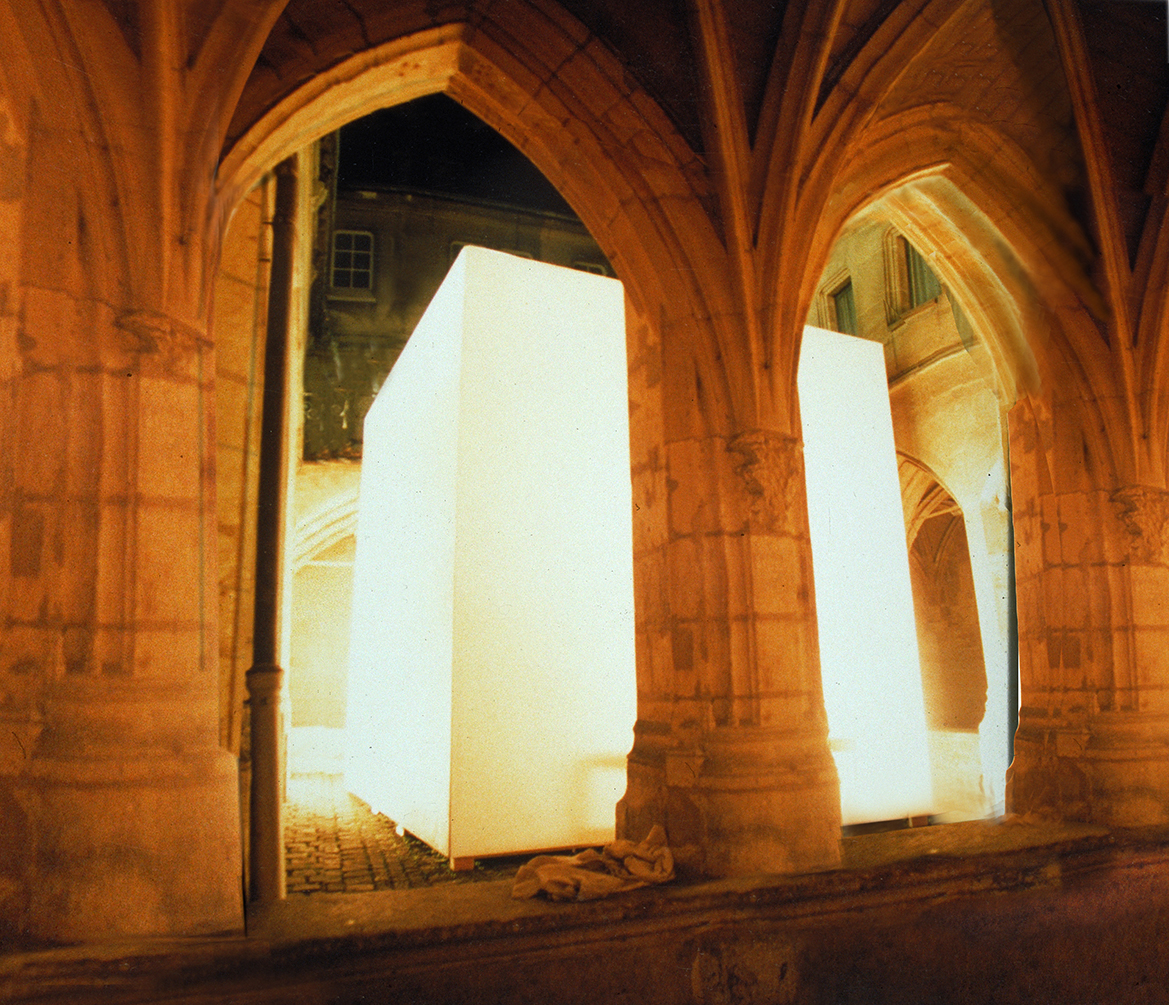
Chapelleéphemère、建築としての建物、建築としての絵画。外観のアートインスタレーション、散歩-絵の部屋、6   m×6   m×6   m、6枚のキャンバス、2層、キャンバスにアクリルを使用した建物。

 1994年パリ、マレ、クロワトルデビレットのプロヘルヴェティアの支援を受けたスイス大使館の後援